# Novosesminszki járás

A Novosesminszki járás Tatárföldön

A Novosesminszki járás (oroszul Новошешминский район, tatárul Яңа Чишмә районы) Oroszország egyik járása Tatárföldön. Székhelye Novosesminszk.

## Népesség
- 1989-ben 14 663 lakosa volt.
- 2002-ben 15 860 lakosa volt.
- 2010-ben 14 179 lakosa volt, melyből 7 219 orosz, 6 147 tatár, 593 csuvas, 18 ukrán, 12 baskír, 10 mordvin, 9 mari, 7 udmurt.